# Виталиj Булах
Виталиj Глебович Булах (рус. Виталий Глебович Булах; Смидовичи, Хабаровски округ, 2. мај 1965 — Кошаре, 19. мај 1999) је био совјетски и руски официр и добровољац у редовима Војске Југославије током рата на Косову и Метохији.

## Биографија
Виталиj Глебович Булах је рођен 2. мај 1965. године у селу Смидовичи у Хабаровском округу. У Омску је завршио војну школу 1990. године. Учествовао је у рату у Азербејџану.
На почетку рата на Косову и Метохији, дошао је у Југославију и ставио се на располагање Војсци Југославије, заједно са неколико стотина руских добровољаца, међу којима су били Анатолиј Лебед и Алберт Андијев. Нестао је 19. маја 1999. године током жестоке битке у ширем рејону карауле Кошаре. Готово је извесно да је тада погинуо.
Никада није утврђено шта се тачно десило са њим, нити је његово тело пронађено. Касније је на албанској телевизији емитован снимак на којем се види тело крупног мушкарца у униформи Војске Југославије, као и припадник терористичке Ослободилачке војске Косова који показује личну карту са именом Булаха Виталија Глебовича.